# Examu
Ekusamu (EXAMU) est une société japonaise de développement et d'édition de jeux vidéo, fondée en mars 2007, qui crée des jeux à destination d'un public jeune , sur le territoire japonais (et de "Matériel et de la publicité de développement des affaires de planification de logiciels et de caractère des ventes des biens du jeu d'arcade planification, la production et les ventes d'ordinateurs, les entreprises de gestion des droits d'auteur, etc.")
Ekusamu (anciennement Yuki Enterprise) est une division axée jeux vidéo de l'entreprise Yuki Enterprise.

## Histoire
Yuki Enterprise et l'Atlas Tiba japon ont transféré les droits d'exploitation du jeu Arcana Heart à EXAMU qui a développé une suite de jeux avec cette licence.

## Jeux
- Arcana Heart (2007)
- Arcana Heart 2  (mars 2008)
- Sugoi Arcana Heart 2 (avril 2009)
- Daemon Bride (juillet 2009)
- Monster Ancient Cline (fin 2008)
- Arcana Heart 3 (décembre 2009)
- Aquapazza (juin 2011)
- Daemon Bridge : Additional Gain (novembre 2011)
- Arcana Heart 3 Love Max (mai 2013)
- Hello Kitty Rhythm Cooking (décembre 2013)
- Arcana Heart 3 Love Max Six Stars!!!!! (2014)
- Nitroplus Blasters (avril 2015)